# Francesco Antonio Vallotti
Francesco Antonio Vallotti (1697-1780) est un musicien italien, compositeur, théoricien, et organiste.

## Biographie
Francesco Antonio Vallotti est né à Vercelli le 11 juin 1697. Il étudia avec Bissone, et prononça ses vœux en tant que franciscain en 1716. Il fut ordonné prêtre en 1720. En 1722, il fut admis organiste à la basilique Saint-Antoine de Padoue, et y devint « maestro » en 1730 (prenant la suite du maestro Calegari), titre qu'il conserva cinquante ans. C'est là qu'il fut en contact avec un autre compositeur et théoricien de la musique, Giuseppe Tartini. Vallotti mourut à Padoue le 10 janvier 1780.

## Théorie de la musique
Vallotti consacra beaucoup de ses efforts à la théorie du contrepoint et de l'harmonie. Son activité en théorie musicale trouva son couronnement en 1779, juste avant sa mort, avec la publication de son œuvre en quatre volumes et 167 pages Della scienza teorica e pratica della moderna musica (« De la science théorique et pratique de la musique moderne »).
Sa contribution la plus citée a été son exposé d'un tempérament inégal, connu sous le nom de tempérament de Vallotti, l'un des nombreux tempéraments utilisés pour transposer des pièces en tonalités quelconques sur des instruments à accord fixe.

## Œuvres
Vallotti n'a composé que de la musique sacrée. On peut citer :
- Répons pour quatre voix et clavecin
- Répons pour le Samedi saint
- Répons in coena domini (pour le Jeudi saint).

Nombre de ses œuvres n'existent que sous forme de manuscrit, parmi lesquelles :
- 12 Introïts pour 5 et 8 voix
- 24 Kyries, 24 Glorias et 21 Credos pour 4 et 5 voix
- 68 Psaumes pour 2 et 8 voix, avec accompagnement instrumental
- 46 Hymnes
- 10 Répons
- 3 Dies iræ pour quatre voix et orchestre
- 2 Pange lingua
- 15 Tantum Ergo
- 2 Te Deum
- 2 De profundis
- 1 Sepulto domino, vêpres et autres compositions.

Il a également harmonisé 43 morceaux de musique sacrée de son maître Calegari, et un Introït à cinq voix de Porta.

## Sources
- (it) Cet article est partiellement ou en totalité issu de l’article de Wikipédia en italien intitulé « Francesco Antonio Vallotti » (voir la liste des auteurs).

- (en) Cet article est partiellement ou en totalité issu de l’article de Wikipédia en anglais intitulé « Francesco Antonio Vallotti » (voir la liste des auteurs).